# William Sprague
William Sprague (ur. 12 września 1830, zm. 11 września 1915 w Paryżu) – generał, polityk i przedsiębiorca amerykański, członek Partii Republikańskiej.
W latach 1860–1863 piastował stanowisko gubernatora stanu Rhode Island. W 1862 roku i ponownie w 1868 roku został wybrany z ramienia Partii Republikańskiej do Senatu Stanów Zjednoczonych jako reprezentant stanu Rhode Island. W senacie zasiadał w latach 1863–1875.